# Пичахчи, Сергей Анатольевич
Серге́й Анато́льевич Пича́хчи (20 июня 1963 г., село Мариновка Целиноградской области, Казахстан) – российский художник, член-корреспондент Российской академии художеств, академик Петровской академии наук и искусств, член Союза художников России, профессор кафедры живописи и композиции Санкт-Петербургской академии художеств имени Ильи Репина.

## Биография
Родился 20 июня 1963 года в селе Мариновка Целиноградской области (Казахстан).
В 1990–1996 годах проходил обучение в  Институте имени И.Е. Репина. Дипломная работа – картина «Боль» (1996), руководитель - народный художник СССР, академик Российской академии художеств, профессор А.А. Мыльников, оценка - «отлично» с похвалой Государственной аттестационной комиссии.
В 1997 году был награждён единственной в новейшей истории пенсионерской поездкой в Италию, организованной Российской академией художеств и руководством Санкт-Петербурга для авторов трех лучших дипломных работ Института имени И.Е. Репина 1996 года .
В 1996–2001 годах – художник-стажер творческой мастерской монументальной живописи при Российской академии художеств под руководством А.А. Мыльникова.
С 2001 года и по настоящее время Сергей Анатольевич преподает живопись и композицию на факультете живописи Санкт-Петербургской академии художеств имени Ильи Репина. 
В 1999–2000  годах трудился над воссозданием росписей храма Христа Спасителя в Москве  в составе бригады под руководством А.К. Быстрова.
В 2000–2004 годах принимал участие в работе над росписями Знаменского кафедрального собора в Курске . В этот же период участвовал в создании мозаик («Спас Нерукотворный») для храма Происхождения честных древ Животворящего Креста Господня в поселке Лисино-Корпус Ленинградской области.
В 2002 году исполнены эскизы мозаик «Христос Спаситель» и «Богоматерь «Знамение»» для православного храма во имя преподобного Сергия Радонежского в Мидранде (городской муниципалитет Йоханнесбурга), ЮАР .
По заказу Фонда памяти великого князя Сергея Александровича в 2017 году написан портрет великого князя Сергея Александровича Романова.
В 2018 году Пичахчи получена первая премия конкурса трёх стран «Шелковый путь» (Китай).
В 2019 году работал над оформлением Свято-Никольского храма-часовни г. Кириши Ленинградской области.
Согласно мнению С.М. Грачевой, картины С.А. Пичахчи демонстрируют ретроспективное мышление автора, рассматривающего «прошлое страны через судьбы своих близких людей» .
А.Ф. Дмитренко полагал, что «значительное нравственно-духовное содержание утверждается у Пичахчи в совершенной форме, впитавшей плодотворные традиции мировой живописи. Дар проникновения в образ проявляется в различных сюжетах и жанрах живописи, к которым обращается художник... Графические листы по-своему живописны, а в полотнах при самом свободном письме не исчезает подспудное присутствие ясного рисунка» .
Ведущую роль в станковых произведениях  художника играют темы соприкосновения начала и конца жизни, драматичных и полных трепетной нежности взаимоотношений отца и сына. Полотнам присущи монументальность решения, драматизм, лаконичность, интенсивный светотеневой контраст, вдумчивый отбор выразительных средств и символов, принципиальный отказ от повествовательности, внешних эффектов и излишней детализации.
Работы С.А. Пичахчи находятся в музеях и частных коллекциях России, Китая, США, Франции, Голландии, Германии, Финляндии и других стран.

## Награды
Золотая медаль Российской академии художеств, 2017.
Лауреат премии Императорского Православного Палестинского Общества имени Великого князя Сергея Александровича, 2021 .
Епархиальная медаль Тихвинской епархии святого преподобного Александра Свирского 3 степени и архиерейская грамота за росписи в Свято-Никольском храме-часовне г. Кириши Ленинградской области, 2020.
Диплом Российской академии художеств, 2007.